# Turn Out the Stars
Turn Out the Stars es un álbum en vivo del pianista estadounidense de jazz Bill Evans con Marc Johnson y Joe LaBarbera grabado en el The Village Vanguard el 2 de agosto de 1980 y publicado por el sello Dreyfus. Scott Yanow del sitio Allmusic le dio tres estrellas de cinco y una crítica positiva. Contiene siete canciones. Bernard Beaugendre se encargó de su dirección artística y su género musical es jazz.

## Lista de canciones
Compuestos por Bill Evans salvo los indicados:
1. «I Do It for Your Love» (Paul Simon) - 5:31
2. «Turn Out the Stars» - 7:06
3. «My Romance» (Lorenz Hart, Richard Rodgers) -7:51
4. «Laurie» - 7:16
5. «The Two Lonely People» (Evans, Carol Hall) - 6:12
6. «Peau Douce» (Steve Swallow) - 6:00
7. «But Beautiful» (Johnny Burke, Jimmy Van Heusen) - 4:13

- Grabado en el Ronnie Scott's Jazz Club en Londres el 2 de agosto de 1980.

- Fuente:[1]

## Personal
- Bernard Beaugendre - dirección artística.
- Johnny Burke - composición.
- Bill Evans Trio - intérprete, artista principal.
- Jim Hall - composición.
- Lorenz Hart - composición.
- James Van Heusen - composición.
- Marc Johnson - bajo.
- Joe La Barbera - batería.
- Francis Paudras - fotografía.
- Richard Rodgers - composición.
- Paul Simon - composición.
- Steve Swallow - composición.
- Leon Terjanian - fotografía.

Fuente: